# 유혹은 밤 그림자처럼
《유혹은 밤 그림자처럼》(영어: Internal Affairs)은 1990년 개봉한 미국의 범죄 스릴러 영화이다.

## 출연
- 리처드 기어 - 데니스 펙 역
- 앤디 가르시아 - 레이먼드 어빌라 역
- 낸시 트래비스 - 캐슬린 어빌라 역
- 로리 멧캐프 - 에이미 월리스 역
- 리처드 브래드퍼드 - 그리브 역
- 윌리엄 볼드윈 - 밴 스트레치 역
- 마이클 비치 - 도리언 플레처 역
- 페이 그랜트 - 페니 역
- 존 캐펄로스 - 스티븐 어로커스 역
- 잰더 버클리 - 루디 모어 역
- 애너벨라 쇼라 - 헤더 펙 역
- 일라이자 우드 - 숀 스트레치 역

## 우리말 녹음
MBC 성우진
- 이정구 - 데니스(리처드 기어)
- 안지환 - 레이먼드(앤디 가르시아)
- 정남 - 캐슬린(낸시 트래비스)
- 이미자 - 데니스 부인 / 어로커스 부인
- 박지훈 - 도리언(마이클 비치)
- 엄현정 - 왈로스 형사(로리 멧캐프)
- 최한 - 벤(윌리엄 볼드윈)
- 박선영 - 벤 부인
- 이철용 - 프레디(스콧 링컨) / 레이먼드 선배
- 김서영 - 데니스 전 부인 / 창녀 / 데니스 딸
- 황윤걸 - 루디
- 김명수 - 어로커스
- 권혁수
- 기경옥
- 이상훈
- 방성준